# Fiona Geaves
Fiona Geaves , née le 6 décembre 1967 à Gloucester, est une joueuse professionnelle de squash représentant l'Angleterre. Elle joue sur le circuit professionnel de 1987 à 2006, gagnant six titres, et atteignant la place de 5e mondiale en septembre 2001 et restant dans le top 20 sans interruption pendant 19 ans. Elle se hisse deux fois en demi-finale du British Open et des championnats du monde.
Elle est championne britannique en 1995.
Après sa carrière de joueuse, Fiona Geaves travaille quatre années comme entraîneur en chef au The Height Casino Club à New York avant de prendre la direction de l'équipe nationale anglaise

## Palmarès

### Titres
- Monte-Carlo Squash Classic : 2000
- Carol Weymuller Open : 1993
- Championnats d'Europe par équipes : 6 titres (1991, 1994−1996, 2001, 2002)
- Championnats britanniques : 1995

### Finales
- Monte-Carlo Squash Classic : 2001
- Apawamis Open : 2 finales (1997, 2000)
- Championnats britanniques : 2001